# Mark Vanderloo
Marcus van der Loo (Mark Vanderloo) (Waddinxveen, 24 april 1968) is een Nederlands fotomodel.

## Carrière
Van der Loo heeft geschiedenis gestudeerd aan de Universiteit van Amsterdam. Hij heeft onder meer modellenwerk gedaan voor Hugo Boss, Calvin Klein, Donna Karan en Nicola Trussardi, en hij heeft model gestaan voor Commander Shepard, het hoofdpersonage in de computerspelserie Mass Effect.

## Privé
Hij heeft relaties gehad met actrice Tanja Jess, het Nederlandse model Daphne Deckers en de supermodellen Carolyn Murphy en Esther Cañadas. Met de laatste is hij nog kort getrouwd geweest (1999-2000). Tegenwoordig heeft hij een relatie met Robine van der Meer. Samen hebben zij een dochter en een zoon. Op 3 juni 2011 trouwde hij met haar op het eiland Ibiza.
Van der Loo heeft huizen in Amsterdam, Ibiza, New York en Parijs.